# Guimu
Guimu (chiń. 鬼母; pinyin Guǐmǔ; dosł. „Matka demonów”), zwana też Guigu ( 鬼姑; pinyin Guǐgū; dosł. „Ciotka demonów”) – według niektórych legendarnych podań chińskich istota, która stworzyła świat.
Pierwsza informacja o Guimu pojawia się w pochodzącym z V wieku dziele Objaśnienie rzeczy dziwnych (述异记, Shuyiji), autorstwa Ren Fanga (任昉). Miała żyć na Górze Małego Szczęścia, wznoszącej się pośród wód Południowego Oceanu. Ma głowę tygrysa i smocze łapy. Zrodziła niebo i ziemię, a także wydawała codziennie na świat dziesięć demonów, które pożerała następnego dnia. 
Opowieść o Guimu, choć mało popularna, jest jedyną w mitologii chińskiej zawierającą motyw powstania świata poprzez jego zrodzenie. Sam Ren Fang wiązał podanie o Matce Demonów z regionem Cangwu w Guangxi.